# Cot Sayun
Cot Sayun is een bestuurslaag in het regentschap Aceh Besar van de provincie Atjeh, Indonesië. Cot Sayun telt 136 inwoners (volkstelling 2010).